# Paracaryum cyclhymenium
Paracaryum cyclhymenium är en strävbladig växtart som först beskrevs av Pierre Edmond Boissier, och fick sitt nu gällande namn av H. Riedl. Paracaryum cyclhymenium ingår i släktet Paracaryum och familjen strävbladiga växter. Inga underarter finns listade i Catalogue of Life.